# I Lapplandsbjörnens rike
I Lapplandsbjörnens rike är en svensk svartvit dokumentärfilm från 1940 i regi av Stig Wesslén. Filmen porträtterar växt-, djur- och fågellivet i nordligaste Sverige under ett år med naturens växlingar som sammanbindande länkar. Den premiärvisades den 26 december 1940 på biografen Riviera i Stockholm.

## Medverkande
- Stig Wesslén
- Gunnar Grundström
- Edor Burman
- Olov Johansson

### Fotnoter
1. ↑  ”I Lapplandsbjörnens rike”. Svensk filmdatabas. http://sfi.se/sv/svensk-filmdatabas/Item/?itemid=3935&type=MOVIE&iv=Basic&ref=/templates/SwedishFilmSearchResult.aspx?id%3d1225%26epslanguage%3dsv%26searchword%3dI+Lapplandsbj%C3%B6rnens+rike%26type%3dMovieTitle%26match%3dBegin%26page%3d1%26prom%3dFalse. Läst 16 april 2013.